# Кијен
Кијен (фр. Cuing) насеље је и општина у јужној Француској у региону Миди Пирене, у департману Горња Гарона која припада префектури Сен Годан.
По подацима из 2011. године у општини је живело 428 становника, а густина насељености је износила 32,8 становника/km². Општина се простире на површини од 13,05 km². Налази се на средњој надморској висини од 510 метара (максималној 517 m, а минималној 412 m).

## Демографија
| 1962. | 1968. | 1975. | 1982. | 1990. | 1999. | 2011. |
| ----- | ----- | ----- | ----- | ----- | ----- | ----- |
| 320   | 336   | 342   | 380   | 374   | 351   | 428   |

График промене броја становника у току последњих година